# Offenbach-Lauterborn
Lauterborn er en bydel i Offenbach am Main. I december 2004 havde Lauterborn omkring 11.700  indbyggere.  
50°05′08″N 8°45′32″Ø / 50.0856°N 8.7589°Ø